# Abyssus
Abyssus – stalowa kolejka górska typu multi-launched coaster otwarta 14 lipca 2021 roku w parku Energylandia w strefie Aqualantis, wybudowana przez holenderskie przedsiębiorstwo Vekoma. Abyssus stanowi rozszerzoną o drugi tor startowy wersję modelu Shockwave, którego oryginalny wariant zbudowano w Chinach.

## Historia
W grudniu 2017 roku park ogłosił wyniki przetargu na budowę trzech nowych kolejek górskich do 2020 roku, w tym stalowej kolejki górskiej typu launched coaster.
W maju 2019 roku w parku pojawiły się pierwsze fragmenty toru roller coastera.
W dniach 17-19 września 2019 roku, w ramach targów IAAPA w Paryżu, zaprezentowana została przez twórcę tematyzacji kolejki, firmę Jora Vision, nazwa nowej strefy i/lub roller coastera wraz z koncepcyjnymi wizualizacjami.
W dniu 26 października 2019 roku park oficjalnie ogłosił podczas konferencji prasowej budowę nowej strefy parku Aqualantis wraz z roller coasterem Abyssus.
W lipcu 2020 roku planowana data otwarcia rollercoastera wraz z nową strefą tematyczną została przełożona na sezon 2021 ze względu na trwającą pandemię COVID-19.
10 lipca 2021 roku nastąpiło próbne otwarcie nowej strefy oraz ogłoszono oficjalne otwarcie w dniu 14 lipca 2021 roku. Na dzień 13 lipca zaplanowano wydarzenie z udziałem mediów.
14 lipca 2021 roku roller coaster został oficjalnie oddany do użytku gości parku.

## Opis przejazdu
Pociąg opuszcza stację i zostaje rozpędzony przy pomocy napędu LSM, zawraca o 180°, pokonuje spiralę 270° w lewo, slalom, nawrót o 180° i niewielkie wzniesienie, po czym zostaje ponownie przyspieszony do 100 km/h, również przy pomocy napędu elektromagnetycznego. Pociąg pokonuje następnie główne wzniesienie (top hat) o wysokości 38,5 m, z którego zjeżdża do tunelu o 40 m w dół, pokonuje pionową pętlę, skręca o 90° w lewo, po czym przejeżdża przez podwójną inwersję, tzw. batwing, składający się z dwóch inwersji: sidewinder oraz reverse sidewinder pokonywanych jedna po drugiej. Pociąg następnie pokonuje wzniesienie w kształcie litery S, proste wzniesienie z przeciążeniami ujemnymi, zawraca o 180° w prawo, wykonuje korkociąg, skręca o 90° w lewo, pokonuje wzniesienie z przeciążeniami ujemnymi z jednoczesnym pochyleniem w prawo, zakręt o 270° w lewo i 90° w prawo, zostaje wyhamowany i wraca na stację.

## Tematyzacja
Abyssus stanowi główną atrakcję strefy tematycznej Aqualantis, której motywem przewodnim jest woda i architektura nawiązująca do mitu Atlantydy. Projekt tematyzacji wykonała holenderska firma Jora Vision. Tor błękitny, podpory w kolorze morskim, pociągi stylizowane na motorówki.

## Miejsce w rankingach
We wrześniu 2021 roku roller coaster Abyssus otrzymał nagrodę World of Parks Awards dla najlepszej nowej atrakcji otwartej w Europie w 2021 roku, otrzymując największą liczbę głosów od gości europejskich parków rozrywki.
W październiku 2021 roku Abyssus zajął 4. miejsce w rankingu European Star Award 10 najlepszych nowych kolejek górskich Europy otwartych w 2021 roku.